# のののらぢお
のののらぢおは、2007年 - 2008年にアニメイトTVで配信されたインターネットラジオ番組である。ゲームソフト『よつのは』OVA化のプロモーション番組である。なお、タイトルのアクセントは「高低低高低低」ではなく「高高高高低低」である。

## 概要
予告編（2007年年末）、レギュラー6回（2008年1月22日 - 4月1日）の全7回。レギュラーは隔週火曜日更新。
パーソナリティは『よつのは』メインヒロインの猫宮のの役の榊原ゆい。ただし、終始、榊原ゆいではなくののとしてしゃべっている。同じく猫宮ののがパーソナリティをしたインターネットラジオ『お昼の ののたん』とストーリーがつながっている。
『よつのは』では端役で、『お昼の ののたん』ではスタッフとなっていた「るー」は、この番組でもスタジオにいるという設定になっているが、ののの台詞での言及のみで登場はない。
番組あいさつは「こんののわ」、リスナーネームは「のののネーム」。

## コーナー
叱って! ののたん
リスナーの失敗をののたんに叱ってもらう。
のんさんの、おフロでどっきり
これはエロい、と感じたできごとを募集。
ちゃれんじ! ののたん
ののたんにしてほしいことを募集。
のののダイアリー
ののたんの日常を描いたシナリオを募集。
幼なじみはお好き?
好みの幼なじみ（○○な幼なじみと××な幼なじみどっちがいいか、など）にリスナーが投票。
ふつオタ
質問、応援、感想など。
ののらぢリスナーは見た!
『よつのは』キャラクターの目撃談を募集。第5回から。

## CD
2008年4月23日発売のドラマCD『ドラマCD よつのは 〜雪が溶けきる、その前に〜』に、初回限定版の特典として、おののらぢおを全話収録したCD-ROMが付属した。